# 設楽玲
設楽 玲（したら れい）は、日本の官能小説家。株式会社フランス書院が2020年に主催した第26回フランス書院文庫官能大賞において結城彩雨特別賞を受賞しデビュー。

## 人物
官能小説家としてのデビューは、2021年6月の『強制交尾【息子の嫁に性裁を】』である。同作品は第26回フランス書院文庫官能大賞において結城彩雨特別賞に選定された『X調教【人妻肛虐監禁】』が改稿されたものである。結城彩雨特別賞は、大賞・新人賞・特別賞のいずれにも選定されないものの優れた凌辱系作品を評価する賞であり、第23回の北野剛雲以来の受賞となる。

## 著書

### フランス書院文庫
- 強制交尾【息子の嫁に性裁を】（2021年6月）
- 弔いの肉檻　未亡人義母と兄嫁と女教師（2022年4月）
- 魔獄劇場  麗姫狩りの狂宴（2023年1月）
- 未亡人社長【牝堕ち会議】（2023年7月）